# Manilkara vitiensis
Manilkara vitiensis là một loài thực vật có hoa trong họ Hồng xiêm. Loài này được (H.J.Lam & Olden) B.Meeuse mô tả khoa học đầu tiên năm 1941.